# Rhinobatos
Genre
Rhinobatos est un genre de raies, de la famille des Rhinobatidae. On les appelle parfois « raies-guitares » en raison de leur forme allongée. 

## Liste des espèces
Selon World Register of Marine Species (13 avril 2014) :
- Rhinobatos albomaculatus Norman, 1930
- Rhinobatos annandalei Norman, 1926
- Rhinobatos annulatus Müller & Henle, 1841
- Rhinobatos blochii Müller & Henle, 1841
- Rhinobatos cemiculus Geoffroy Saint-Hilaire, 1817
- Rhinobatos formosensis Norman, 1926
- Rhinobatos glaucostigma Jordan & Gilbert, 1883
- Rhinobatos holcorhynchus Norman, 1922
- Rhinobatos horkelii Müller & Henle, 1841
- Rhinobatos hynnicephalus Richardson, 1846
- Rhinobatos irvinei Norman, 1931
- Rhinobatos jimbaranensis Last, White & Fahmi, 2006
- Rhinobatos lentiginosus Garman, 1880
- Rhinobatos leucorhynchus Günther, 1867
- Rhinobatos leucospilus Norman, 1926
- Rhinobatos lionotus Norman, 1926
- Rhinobatos microphthalmus Teng, 1959
- Rhinobatos nudidorsalis Last, Compagno & Nakaya, 2004
- Rhinobatos obtusus Müller & Henle, 1841
- Rhinobatos ocellatus Norman, 1926
- Rhinobatos penggali Last, White & Fahmi, 2006
- Rhinobatos percellens (Walbaum, 1792)
- Rhinobatos petiti Chabanaud, 1929
- Rhinobatos planiceps Garman, 1880
- Rhinobatos prahli Acero P. & Franke, 1995
- Rhinobatos productus Ayres, 1854
- Rhinobatos punctifer Compagno & Randall, 1987
- Rhinobatos rhinobatos (Linnaeus, 1758)
- Rhinobatos sainsburyi Last, 2004
- Rhinobatos salalah Randall & Compagno, 1995
- Rhinobatos schlegelii Müller & Henle, 1841
- Rhinobatos spinosus Günther, 1870
- Rhinobatos thouin (Anonymous (Lacepède), 1798)
- Rhinobatos thouiniana (Shaw, 1804)
- Rhinobatos variegatus Nair & Lal Mohan, 1973
- Rhinobatos zanzibarensis Norman, 1926

En 2017, une nouvelle espèce a été décrite (Zootaxa):
- Rhinobatos austini Ebert & Gon

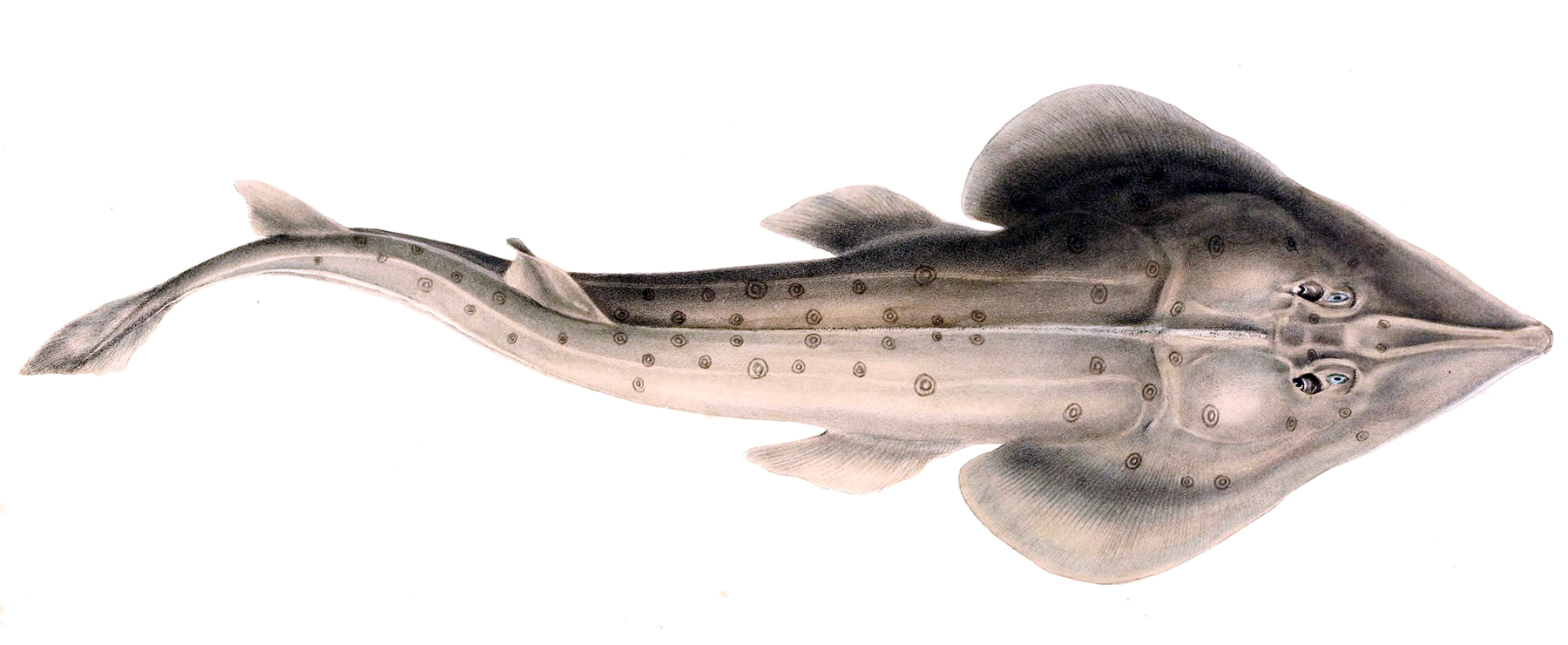
Rhinobatos annulatus
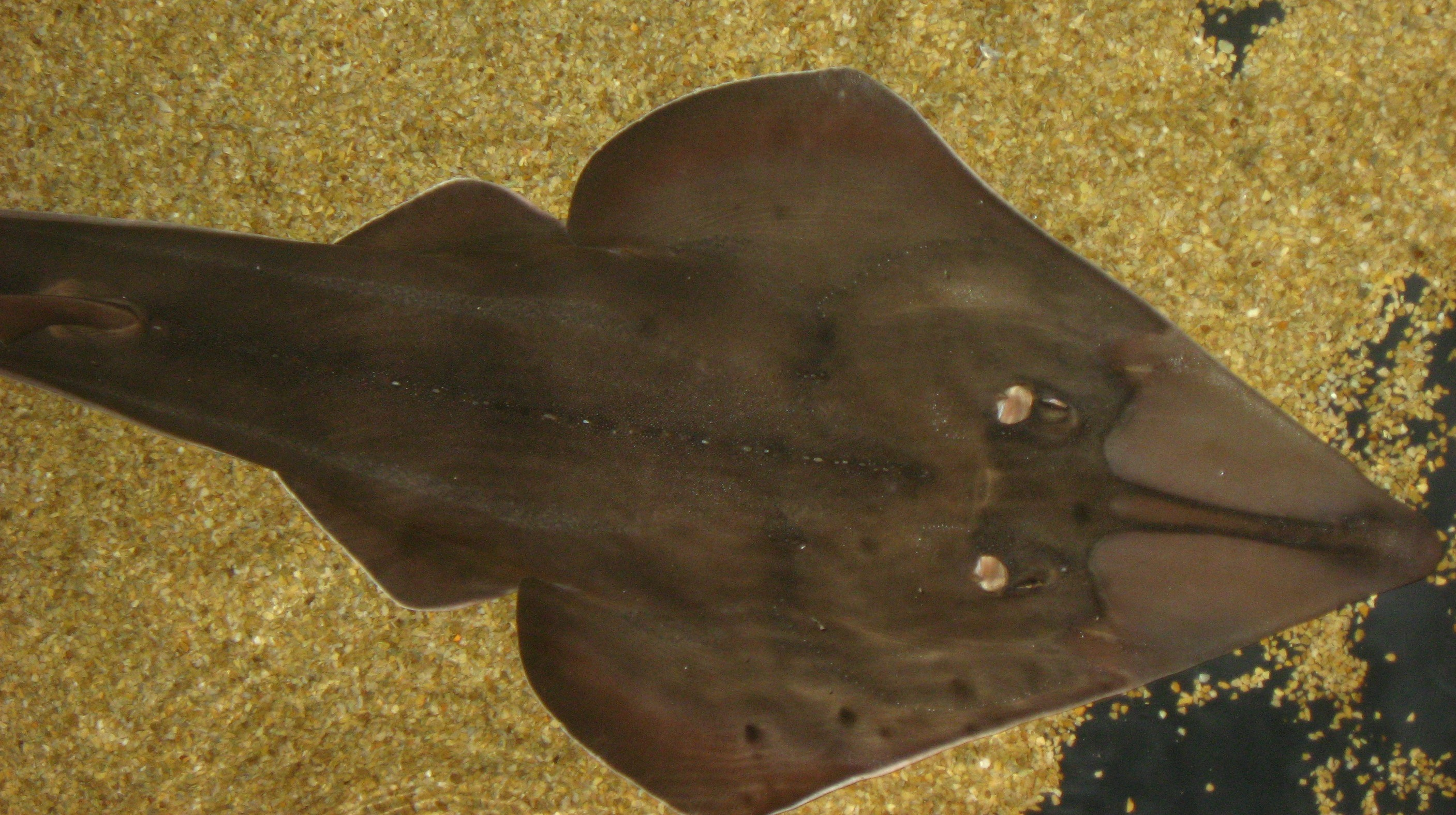
Rhinobatos cemiculus
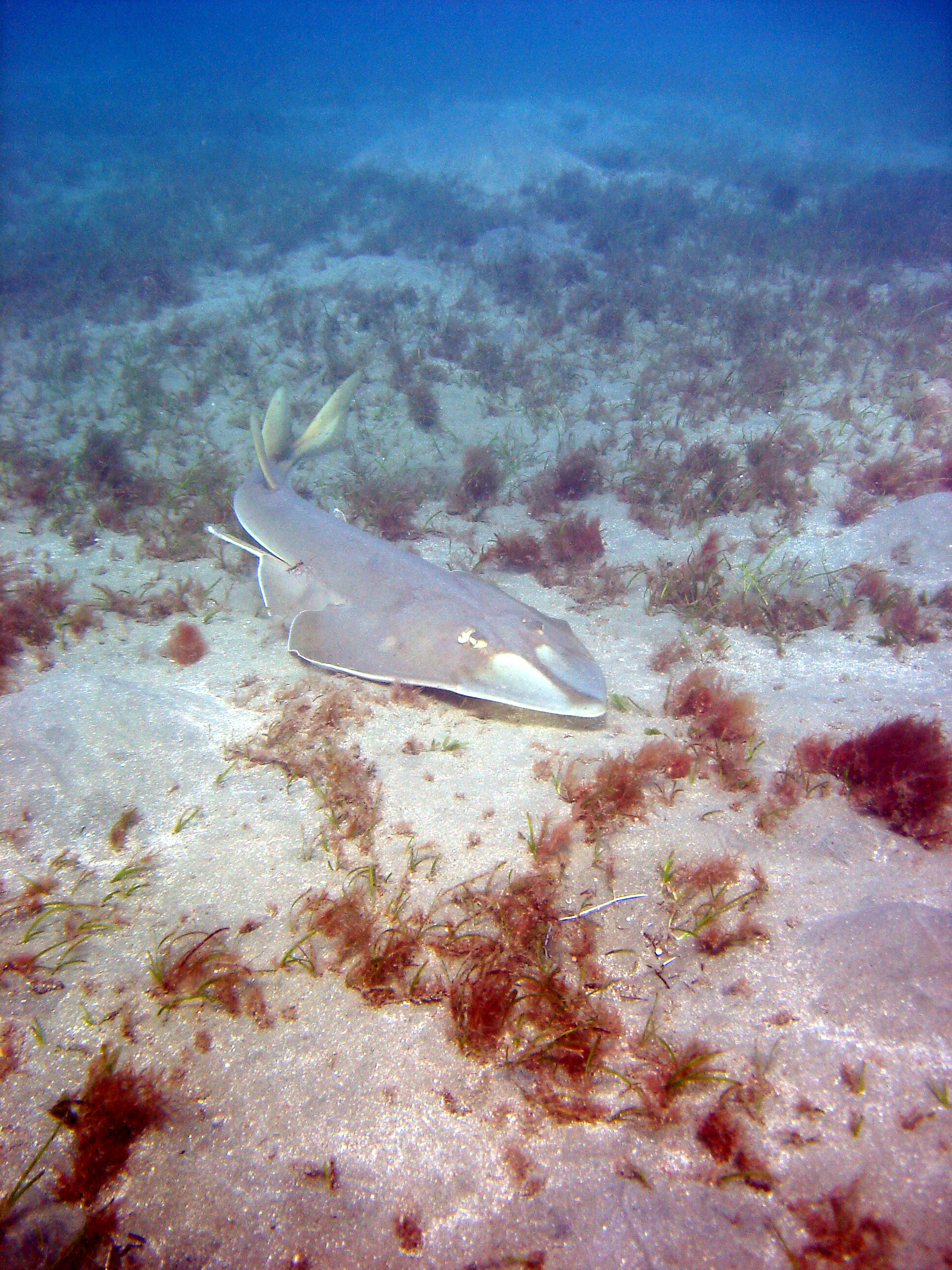
Rhinobatos halavi
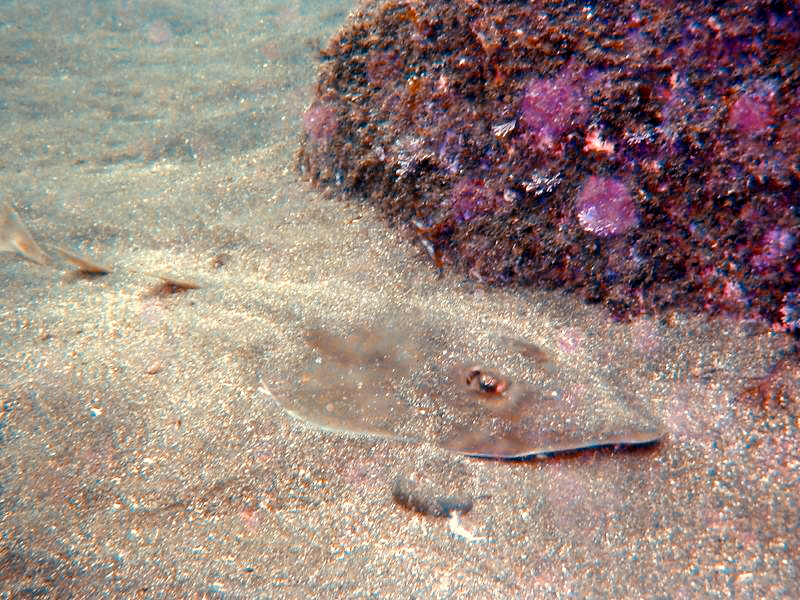
Rhinobatos hynnicephalus
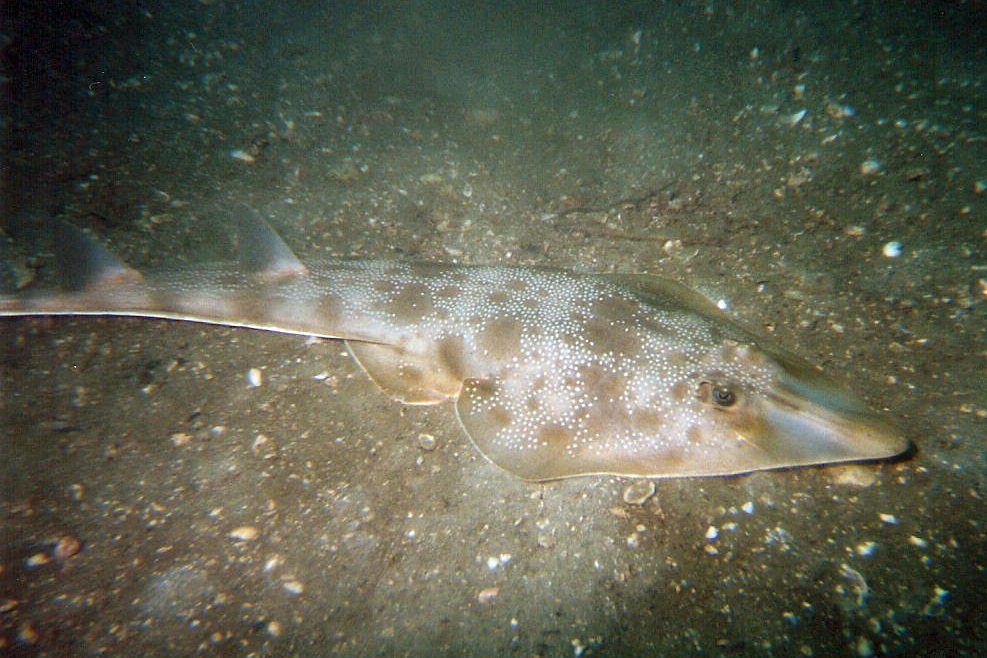
Rhinobatos lentiginosus
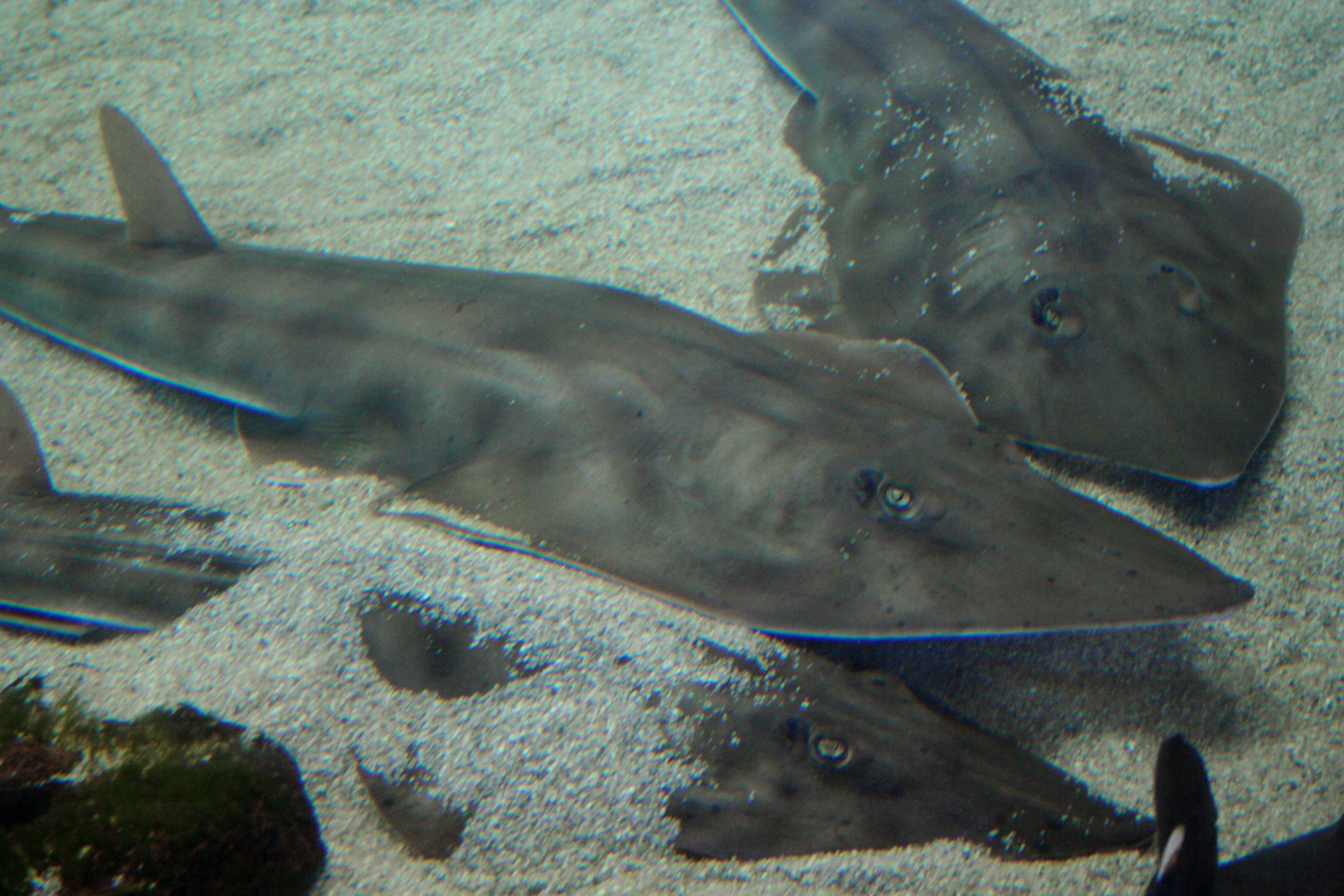
Rhinobatos productus
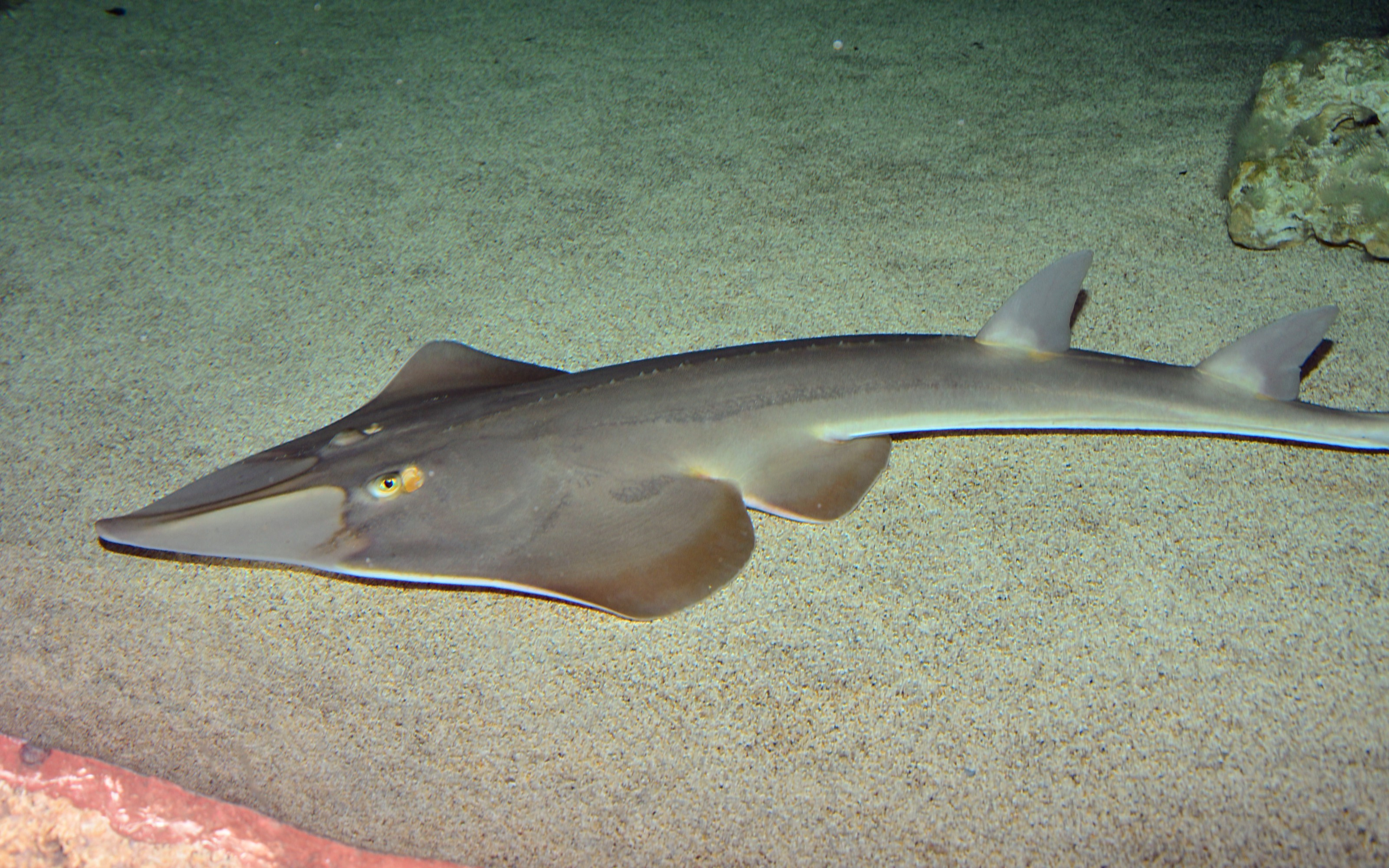
Rhinobatos Rhinobatos
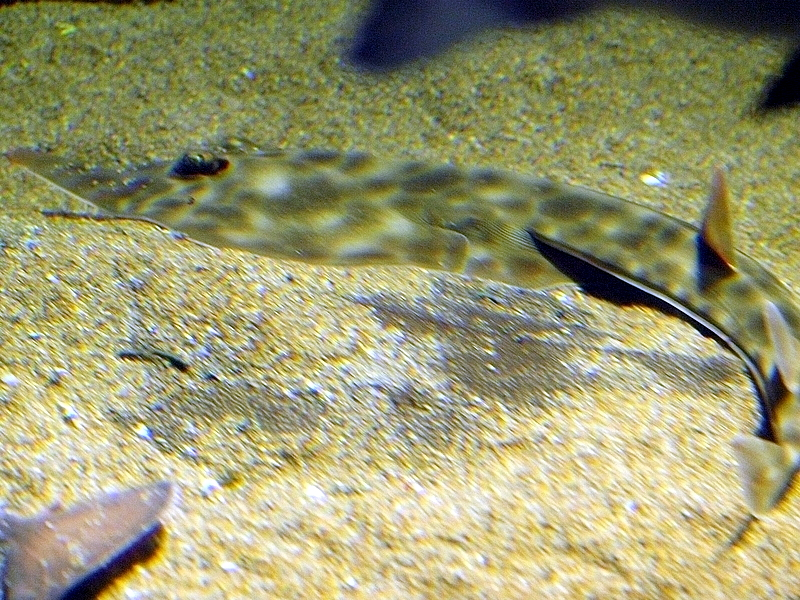
Rhinobatos schlegelii
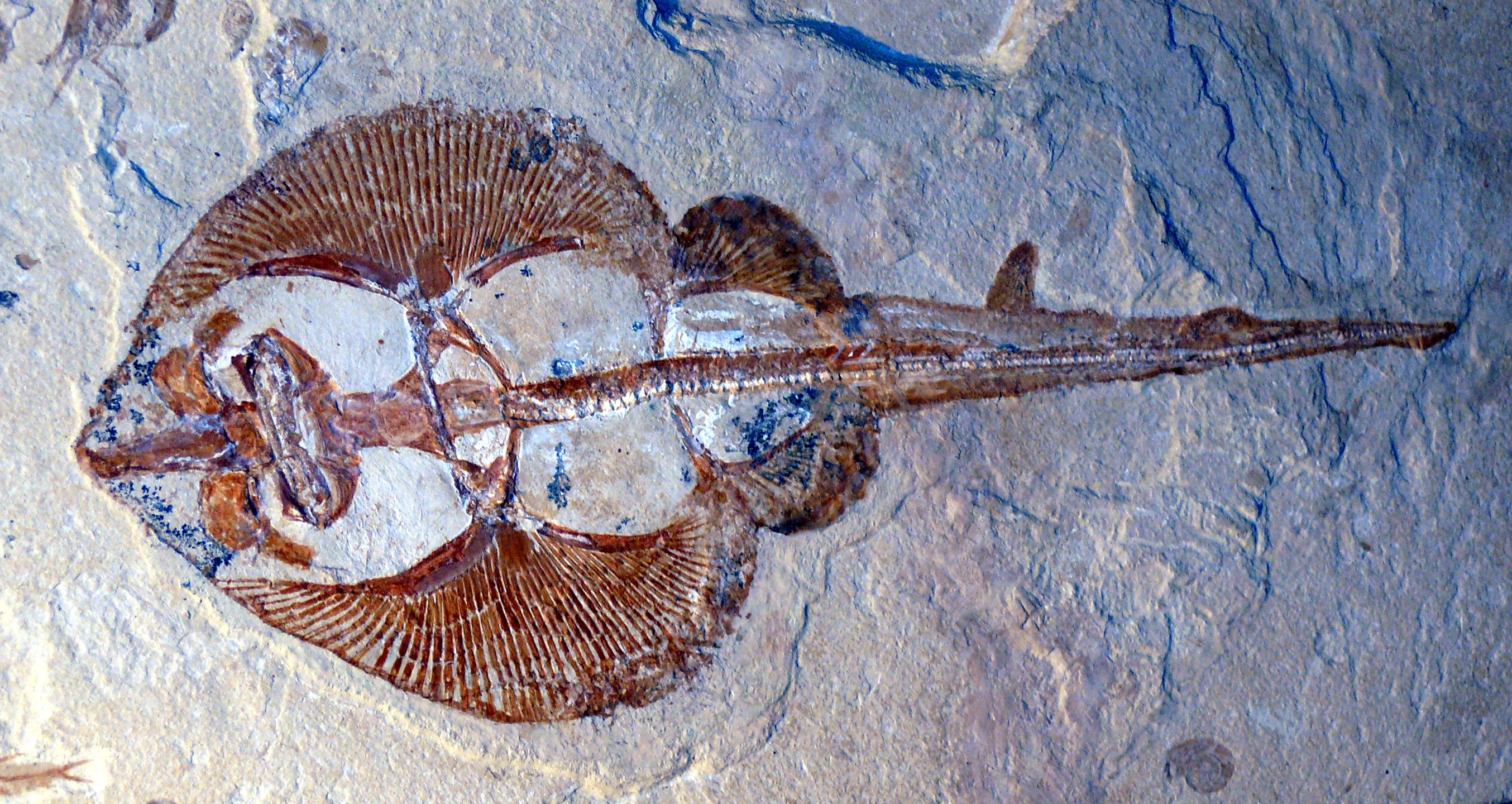
Fossile de Rhinobatos whitfieldi